# Aculus schlechtendali
Aculus schlechtendali är en spindeldjursart som först beskrevs av Alfred Nalepa 1890.  Aculus schlechtendali ingår i släktet Aculus och familjen Eriophyidae. Arten är reproducerande i Sverige. Inga underarter finns listade i Catalogue of Life.